# Мученицы (фильм, 2008)
«Мученицы» (фр. Martyrs) — фильм режиссёра Паскаля Ложье, вышедший на экраны в 2008 году.

## Сюжет
Почти год девочка Люси считалась пропавшей без вести, но неожиданно для всех, избитая и истерзанная, она была найдена. Полиция в замешательстве — несмотря на огромное количество побоев на её теле, следов сексуального насилия нет. Это преступление так и остаётся нераскрытым. Её ровесница Анна, дочь одного из врачей, становится её лучшей подругой, помогая девочке реабилитироваться.
Пятнадцать лет своей жизни Люси посвятила поиску извергов, сломавших её жизнь. Поиски дали результаты: девушке удаётся выследить мужчину и женщину, которые, по её мнению, были одними из тех, кто держал её взаперти. Она врывается в их дом и жестоко убивает всех, кто в нём находится, в том числе и двух детей. После этого Люси звонит Анне, своей подруге, и просит её приехать. Анна помогает Люси спрятать тела и убрать дом — хоть она не верит в то, что именно эта на вид благополучная семья была способна на такое зверство, а план был поговорить с ними, а не убивать. Люси мучается призраками прошлого: её уже давно преследует некое «существо», образ истерзанной женщины, которой Люси не помогла сбежать при своём побеге и которая существует только в её воображении, заставляя Люси самой наносить себе удары и порезы. Она считала, что после смерти её мучителей оно оставит её в покое, но этого не происходит. К тому же Анна рискнула не взаимно поцеловать Люси, а после и пыталась помочь чудом выжившей после выстрела женщине, что ещё больше отдалило подруг. Уверенная, что Анна не верит ей, Люси не может больше терпеть невыносимый страх и совершает самоубийство.
Анна остается одна. Она звонит своей матери, с которой она в натянутых отношениях и до этого не общалась два года — мать не одобряет её дружбу с Люси, — и обследует дом, среагировав на шорох в стене. В подвале она обнаруживает секретную камеру, в которой находится истерзанная молодая девушка. Анна пытается помочь несчастной. Измученная, она остаётся в доме до рассвета, совершая ошибку: утром сюда прибывают вооружённые люди во главе с женщиной, которую все называют просто Мадемуазель. Им не удалось дозвониться в этот дом, так как Анна оставила трубку телефона поднятой после звонка. Всех погибших, в том числе Люси и пленную девушку, хоронят в общей могиле на заднем дворе. Мадемуазель показывает Анне фотографии людей на грани жизни и смерти, находящихся в состоянии особенной агонии, и объясняет Анне, что принадлежит к тайному обществу, члены которого хотят открыть тайну загробной жизни путём искусственного создания мучеников (подвергая пыткам молодых девушек). По мнению Мадемуазель, после нескольких месяцев или даже лет пыток находящиеся на грани жизни и смерти люди должны своими глазами увидеть загробную жизнь и передать свои знания Обществу, а наиболее восприимчивы к этому состоянию молодые девушки. Все прошлые кровавые эксперименты были неудачными — жертвы или сходили с ума, или умирали от боли. Но Мадемуазель считает, что именно Анна может стать настоящей мученицей. По её приказу девушку заковывают в цепи и начинают зверски пытать. Постепенно пытки изменяют Анну, она становится погруженной в страдания и отрешенной от мира, как люди на фотографиях Мадемуазель. В то время как из-за пыток у остальных случались кошмары наяву (как призрак у Люси, так и видения насекомых у безымянной девушки), Анна слышит и видит образ Люси, которая поддерживает ее. Мадемуазель сообщает, что остался последний шаг, и после некоего неопределенного по длительности промежутка времени с измученной Анны снимают кожу и подвешивают перед нагревательной лампой. До этого лишь четыре девушки становились свидетелями загробной жизни, но только Анна рассказала Мадемуазель то, что увидела. На следующий день в доме собирается всё тайное общество. Дворецкий объявляет, что Анна достигла необходимого состояния и что спустя все эти часы пыток она все еще жива. Члены общества жаждут услышать из уст Мадемуазель то, что так пытались найти в течение многих лет. Однако Мадемуазель убивает себя из пистолета прямо перед своим выступлением, так и не донеся до своих коллег тайну загробной жизни, и лишь одному из верных последователей упомянув, что там «определенно что-то есть» и «продолжайте сомневаться».

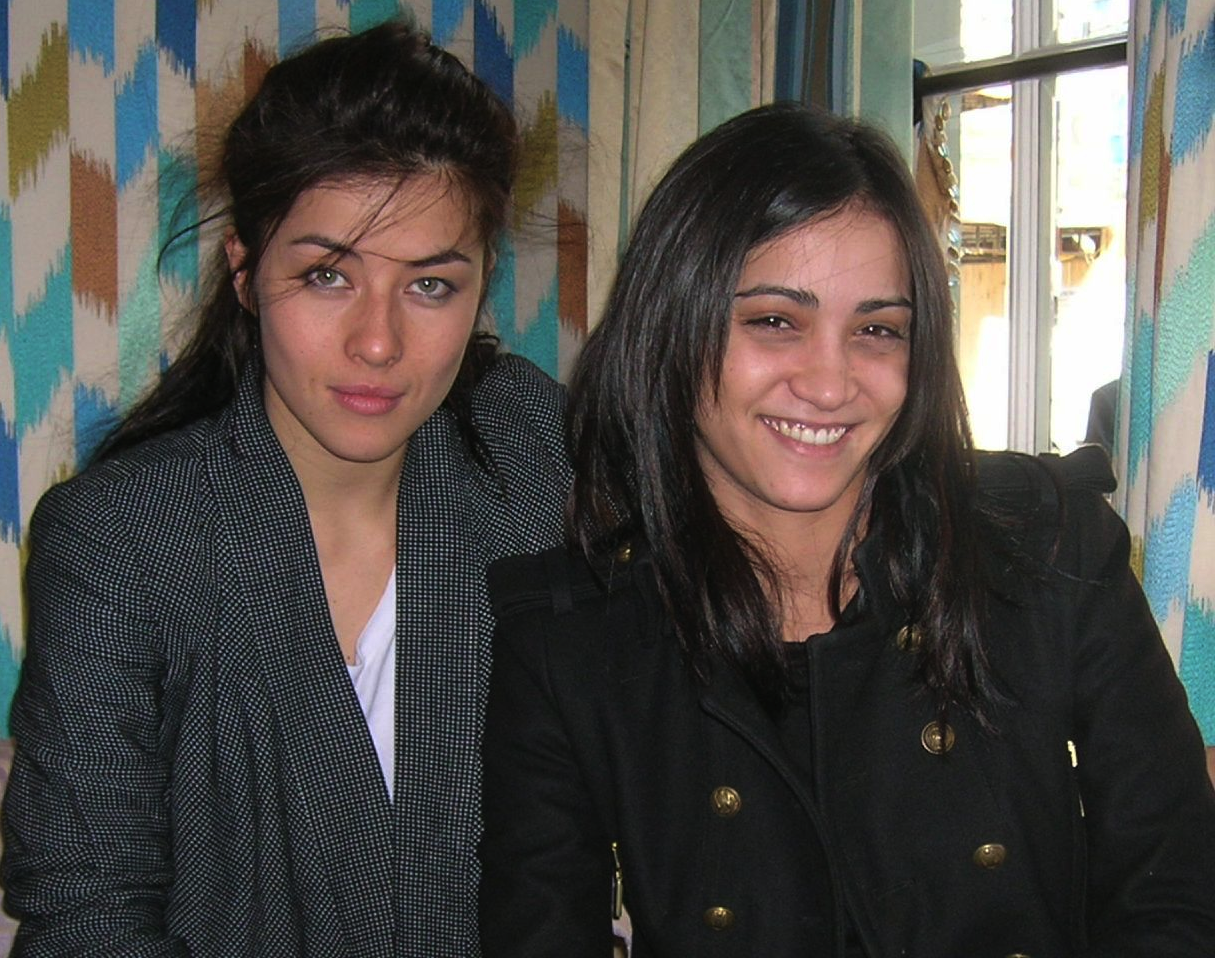
Милен Жампаной (слева) и Моржана Алауи, исполнительницы главных ролей в фильме

## В ролях
- Моржана Алауи — Анна
- Милен Жампаной — Люси
- Катрин Бежен — Мадемуазель
- Жульетт Госслен — Мари
- Ксавье Долан — Антуан

## Производство
По словам режиссёра Паскаля Ложье, намереваясь снять «Мучениц», он получил отказ от всех крупных французских киностудий и от большинства актрис, которым предлагал роли. Значительную поддержку фильму оказал лишь Canal+ — как выразился режиссёр, «единственный телеканал Франции, который продолжает финансировать нестандартные проекты».
Основной проблемой во время съёмок фильма, кроме технических трудностей вроде наложения грима и использования спецэффектов, было заставлять актрис плакать всё время. Режиссёр упомянул, что добиваться этого было очень сложно.

## Релиз
Мировая премьера фильма «Мученицы» состоялась в рамках Каннского кинофестиваля 2008 года. В этом же году, на Международном кинофестивале в Каталонии, он получил награды в номинациях «Лучший грим» и «Лучший европейский фантастический фильм».

## Критика
Фильм получил в прессе и у зрителей противоречивые отзывы. Отмечая излишнюю насыщенность ленты натуралистическими сценами и эпизодами с насилием, кинокритики, тем не менее, сочли картину одним из первых представителей «новой волны» фильмов ужасов во Франции в частности и в Европе в целом.
Во Франции фильм получил достаточно редкий прокатный рейтинг «18+» (полностью запрещено к показу для лиц младше 18 лет), однако многие деятели кинематографа высказывались против этого, называя подобное решение цензурой.

## Ремейк
Уже в 2008 году, вскоре после выхода фильма, Паскаль Ложье в одном из интервью подтвердил, что ведет переговоры о продаже прав на фильм американской кинокомпании, которая планирует снять ремейк. Режиссёром данной ленты должен был стать Даниэль Штамм («Последнее изгнание дьявола», «13 грехов»), однако в связи с финансовыми разногласиями он покинул проект. В итоге американская версия «Мучениц» была снята малоизвестными режиссёрами Кевином и Майклом Гетц, и увидела свет в октябре 2015 года. Роль Люси исполнила Тройэн Беллисарио, роль Анны Бейли Нобл.
Ремейк получил практически полностью негативные оценки кинокритиков. Так, на сайте Rotten Tomatoes, на котором собираются обзоры, информация и новости кинематографа, процент отрицательных отзывов на американскую версию «Мучениц» составляет 95%. 